# أنخيل سانشيز (مصمم أزياء)
أنخيل سانشيز (بالإسبانية: Ángel Sánchez)‏ هو مصمم أزياء فنزويلي، ولد في 7 أكتوبر 1960 في فاليرا في فنزويلا.